# Jesús Manuel Ortiz
Jesús Manuel Ortiz González (Vega Alta, 23 de abril de 1978) es un abogado y político puertorriqueño que se desempeñó como Presidente del Partido Popular Democrático y Representante por acumulación.

## Primeros años y educación
Graduado de la Escuela Superior Maestro Ladí en Vega Alta, Ortiz se educó en escuelas del sistema público. Al graduarse ingresó en la Universidad Interamericana de Puerto Rico-Recinto de Bayamón donde obtuvo un bachillerato en comunicaciones con calificación magna cum laude y fue premiado como el “Estudiante más Destacado de la Facultad de Comunicaciones” en 2002. En el 2016 se graduó de la facultad de derecho de la misma universidad obteniendo el grado de Juris doctor. Por varios años fue relacionista profesional licenciado.

## Carrera profesional
Comenzó su carrera profesional trabajando como periodista, reportero y editor la emisora radial WKAQ 580 a. m. También trabajó como productor de los programas Radio Reloj Investiga, Ojeda Sin Límite y A Palo Limpio. En 2004 ganó el premio de "Mejor Reportaje Investigativo de Radio del Año” otorgado por el Overseas Press Club por su reportaje “Crisis en Centro Médico”.

## Carrera política
En 2005 comienza a trabajar en el Departamento de Asuntos del Consumidor como Secretario de Prensa donde trabajó bajo el liderato de los Secretarios Alejandro García Padilla y Víctor Suárez. Entre 2009 y 2012 fue Asesor de Comunicaciones del entonces Senador Alejandro García Padilla y posteriormente Secretario de Prensa de su campaña a la gobernación. De 2013 a 2016 sirvió en la administración del entonces Gobernador Alejandro García Padilla como Secretario de Prensa (2013-2016) y Secretario de Asuntos Públicos (2015-2016).
En las elecciones de 2016 se lanzó como candidato a representante por acumulación y resultó electo. Durante su tiempo en la cámara ha servido como portavoz de su partido en las comisiones de Agricultura, Seguridad y Desarrollo de la Ciudad Capital y Asuntos de la Juventud, y miembro de las comisiones de Hacienda, Recreación y Deportes y Salud.
Fue candidato a Presidente del Partido Popular Democrático en la elección especial de 2023 para suceder al Presidente del Senado José Luis Dalmau. Se enfrentó a la Alcaldesa de Morovis Carmen Maldonado y el Alcalde de Villalba Luis Javier Hernández. El 12 de mayo el PPD anunció los resultados finales de la elección donde Ortiz recibió 26,682 votos (45.86%) frente a los 26,648 (45.53%) de Hernández y 5,039 (8.61%) de Maldonado y resultó electo Presidente.
Luego de meses de especulación por parte de la prensa y politólogos sobre una posible candidatura a la gobernación, el 27 de noviembre de 2023 Ortiz anunció su precandidatura para la nominación a Gobernador de Puerto Rico. Ortiz se enfrentó el 2 de junio de 2024 al Senador y Exsecretario de Hacienda Juan Zaragoza en las primarias de 2024 para la nominación resultando victorioso por un amplio margen, actualmente es el candidato a la Gobernación por el PPD en las elecciones del 2024.

## Vida personal
Es padre de tres varones.
En febrero de 2021 se comprometió con su pareja Myriam I. Pérez Ruiz. Se casaron en 2022.
El 19 de septiembre de 2024 nació su primera nieta.

## Historial electoral
| Año  | Cargo                         | Tipo      | Partido | Partido | Votos   | %     | Posición | Resultado |
| ---- | ----------------------------- | --------- | ------- | ------- | ------- | ----- | -------- | --------- |
| 2016 | Representante por acumulación | Generales |         | PPD     | 85,715  | 5.90  | 11.º     | Electo    |
| 2020 | Representante por acumulación | Generales |         | PPD     | 71,950  | 5.96  | 6.º      | Reelecto  |
| 2024 | Gorbenador                    | Generales |         | PPD     | 233,470 | 21.02 | 3.º      | No Electo |